# Ancistrocerus birenimaculatus
Ancistrocerus birenimaculatus är en stekelart som först beskrevs av Henri Saussure 1852.  Ancistrocerus birenimaculatus ingår i släktet murargetingar, och familjen Eumenidae. Inga underarter finns listade i Catalogue of Life.